# Policia de Berlín

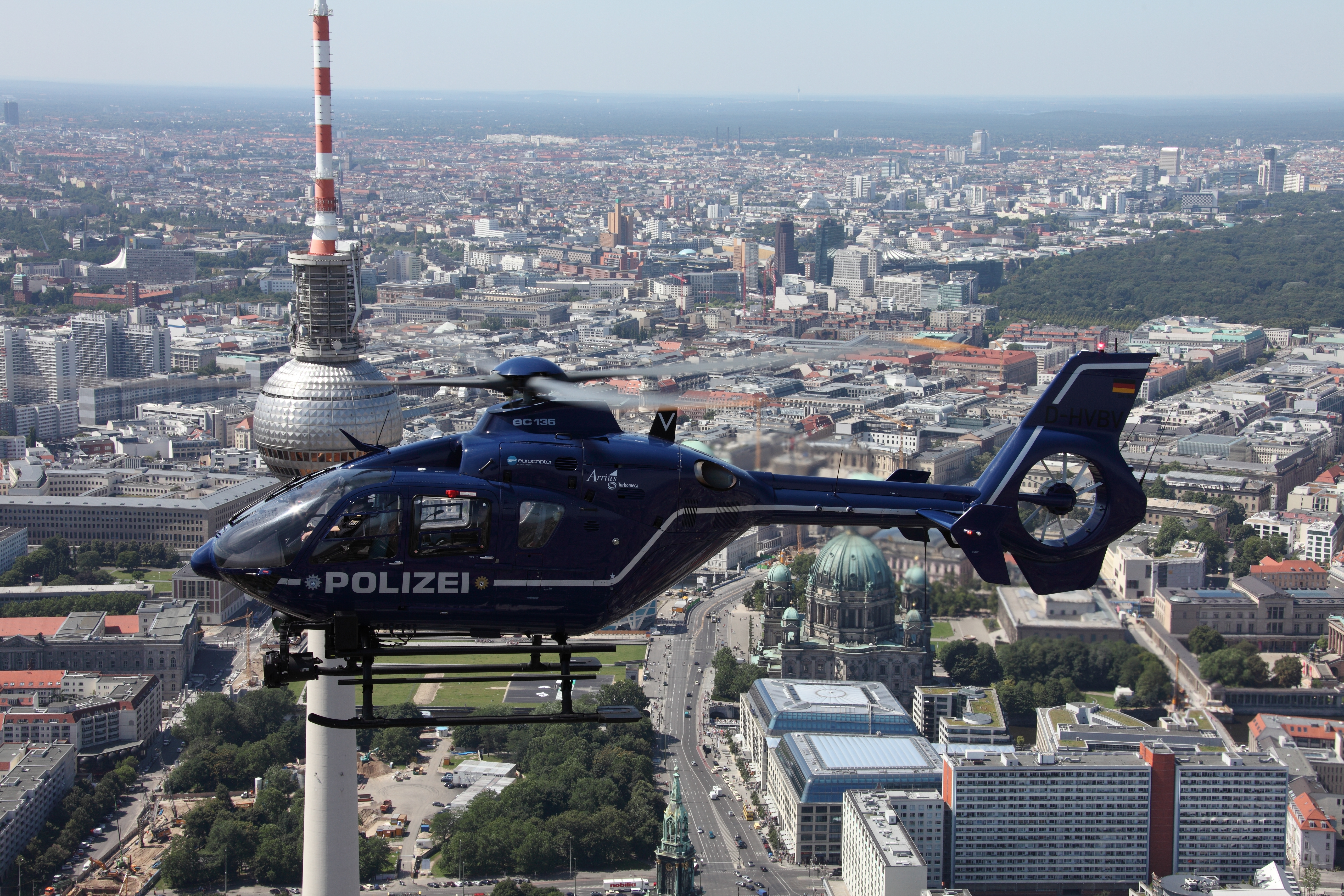
Un helicòpter policial per damunt Berlín (2012).

La Policia de Berlín (alemany: Der Polizeipräsident in Berlin -El Cap Policial de Berlín-, o generalment Berliner Polizei) és l'alemany Landespolizei força per la ciutat estatal de Berlín. Llei enforcement dins Alemanya és dividida entre federal i estat (Terra) agències.
La Policia de Berlín és al comandament del President Policial, Barbara Slowik. El seu ajudant és Vicepresident Policial Michael Krömer. Són donats suport en l'administració de la força per l'Oficina de Personal del President Policial, els Comandants de les sis Divisions Locals, la Divisió per Tasques Centrals, el Departament d'Investigació Criminal i la Divisió de Serveis Central.
La Reial Policia Prussiana de Berlín va ser fundada el 25 de març de 1809 amb Justus Gruner com a primer cap de policia.
El març de 1848, Berlín fou un dels llocs on va tenir lloc la Revolució de 1848 (també coneguda com la Revolució de Març). En aquell moment, el nombre d'agents de policia era reduït (aproximadament 200 oficials per 400.000 ciutadans) i amb autoritat limitada, l'anomenat Revierpolizei (literalment policia de la comissaria). Per combatre la revolució, el comissari de policia Julius Freiherr von Minutoli, va demanar ajuda a l'exèrcit prussià. Van enviar dos regiments de cavalleria de guàrdia (el Regiment Gardes du Corps (cuirassiers), el 1. Regiment Garde-Dragoner "Königin Victoria von Großbritannien und Irland" (dracs)), i tres regiments d'infanteria de guàrdia (1. i 2). Garderegiment zu Fuss, Kaiser Alexander Garde-Grenadier-Regiment núm. 1). Aproximadament 230 ciutadans van ser afusellats o assassinats per sabers perquè les tropes de guàrdia tenien ordres de "Immer feste druff!" (~ Colpeu-los fort!). Al cap d'un parell de dies les tropes es van retirar i es va fundar una milícia ("Bürgerwehr") amb una força de 20.000 homes. En definitiva, la milícia no va servir per res.
Poc després de la revolució, el rei Frederic Guillem IV de Prússia va fundar el "Königliche Schutzmannschaft zu Berlin" el juny de 1848. Va ser la primera policia moderna a Alemanya des del punt de vista d'aleshores i d'avui. Constava d'1 Oberst (coronel), 5 Hauptleuten (capitans), 200 Wachtmeister (sergents) i 1.800 Schutzleute (oficials), 40 d'ells muntats.
El 1936, durant el règim nazi, es va dissoldre com totes les altres forces policials alemanyes, i es va absorbir a l'Ordnungspolizei o Orpo. L'Orpo es va constituir com una organització centralitzada que unia les forces uniformades municipals i rurals. Finalment, l'Orpo va arribar pràcticament a totes les organitzacions d'ordenació i resposta d'emergència del Tercer Reich, incloses les brigades de bombers, la guàrdia costera, la defensa civil i fins i tot vigilants nocturns. Va estar sota el comandament general de Heinrich Himmler.
Després de la caiguda del Mur de Berlín (1989) i de la Reunificació d'Alemanya (1990), la policia de Berlín Oest, amb 20.000 empleats, i la policia de Berlín Oriental, amb 12.000 empleats, es van fusionar sota la direcció del cap de Berlín Occidental Georg Schertz. Aproximadament 2.300 oficials van canviar les assignacions d'Oest a Est i aproximadament 2.700 d'Est a Oest. Al voltant de 9.600 oficials de Berlín Oriental van ser identificats per haver estat possibles col·laboradors de la MfS (Stasi). 8.544 d'ells van ser desestimats, mentre que 1.056 no. Aproximadament 2.000 van ser retirats o van dimitir pel seu compte.
La llei sobre la Reserva Polizei Freiwillige de Berlín (FPR): (reserva policial voluntària) del 25 de maig de 1961 a Berlín Oest va crear una organització paramilitar per protegir infraestructures importants com les centrals elèctriques i el subministrament d'aigua potable. Des dels anys vuitanta es va convertir en una branca més en què els ciutadans van poder donar suport voluntari a Schupo en el servei diari. Es va dissoldre el 2002.

### Caps de policia

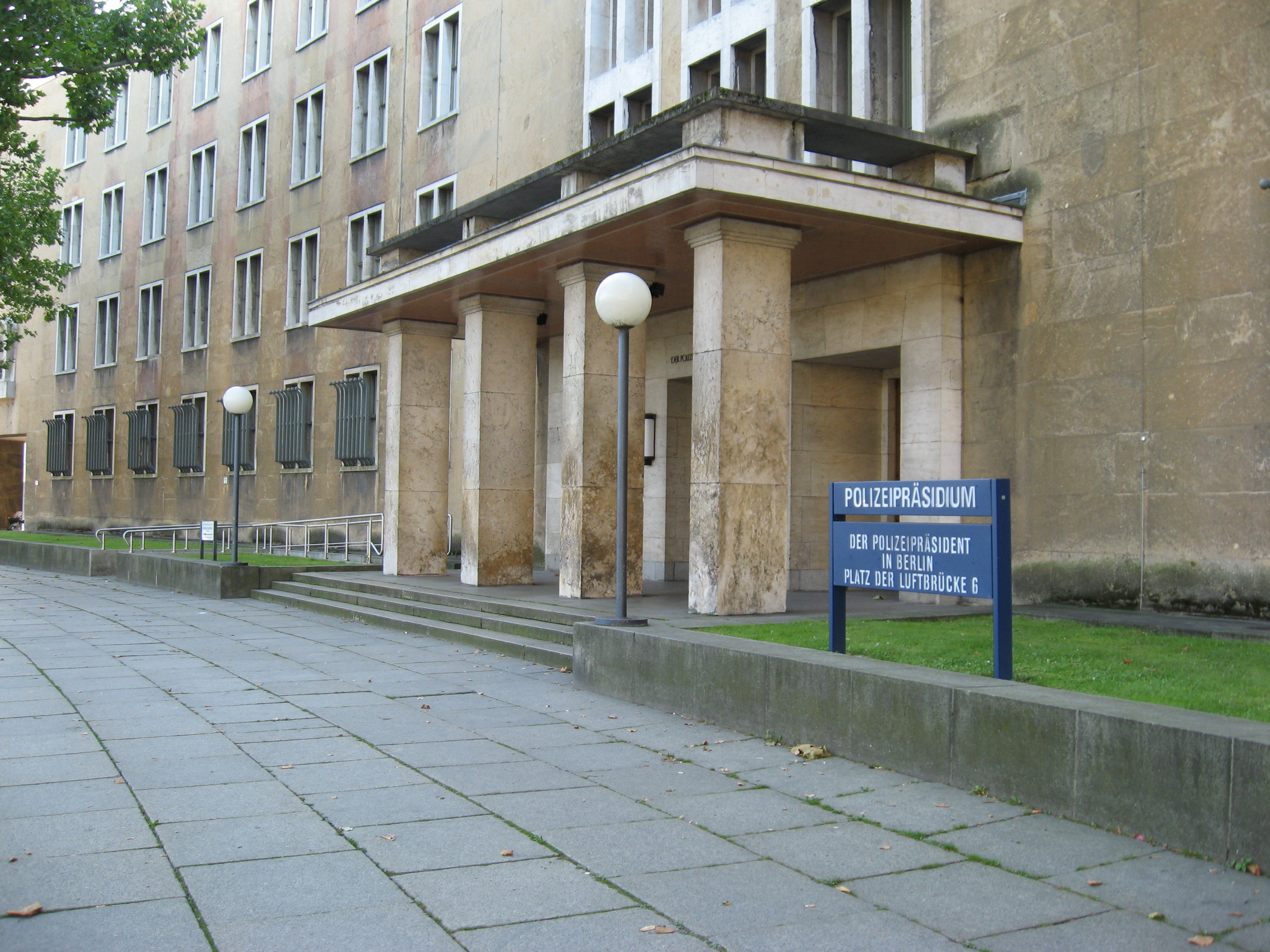
Polizeipräsidium, entrada principal (2011).

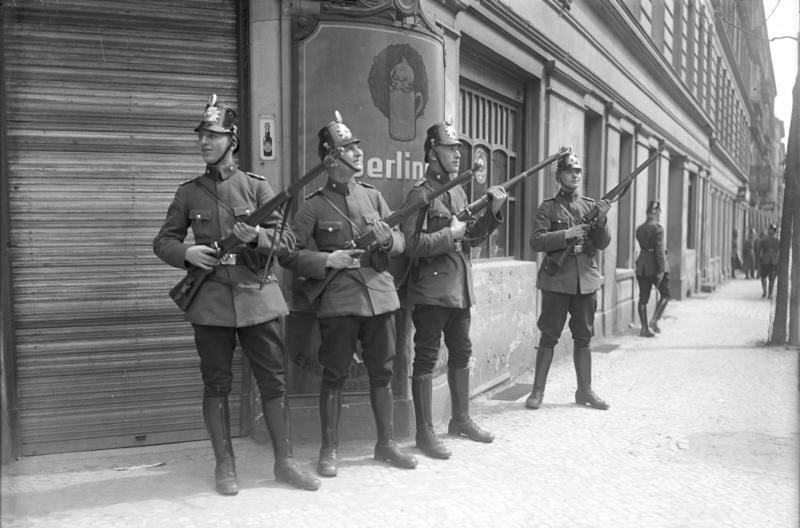
La policia de Berlín durant els aldarulls de maig de 1929

Llista de caps de policia des de 1809:

#### 1809–1920
| - 1809–1811: Justus Gruner - 1811–1812: Diederich Friedrich Carl von Schlechtendal - 1812–1821: Paul Ludwig Le Coq - 1822–1831: Ludwig Wilhelm von Esebeck - 1831–1832: Friedrich Wilhelm Karl von Arnim - 1832: agost Wilhelm Francke - 1832–1839: Karl von Gerlach - 1839–1847: Eugen von Puttkamer - 1847–1848: Julius von Minutoli - 1848: Moritz von Bardeleben - 1848–1856: Karl Ludwig Friedrich von Hinckeldey - 1856–1861: Constantin von Zedlitz-Neukirch | - 1861–1862: Leopold von Winter - 1862–1867: Otto von Bernuth - 1867–1872: Lothar von Wurmb - 1872–1885: Guido von Madai - 1885–1895: Bernhard von Richthofen - 1895–1902: Ludwig von Windheim - 1903–1908: Georg von Borries - 1908–1909: Ernst von Stubenrauch - 1909–1916: Traugott von Jagow - 1916–1918: Heinrich von Oppen - 1918–1919: Emil Eichhorn - 1919–1920: Eugen Ernst - 1920: Wilhelm Richter |

#### Gran Berlín: 1920–1948
| - 1920–1925: Wilhelm Richter - 1925–1926: Albert Grzesinski - 1926–1930: Karl Zörgiebel - 1930–1932: Albert Grzesinski - 1932–1933: Kurt Melcher | - 1933–1935: Magnus von Levetzow - 1935–1944: Wolf-Heinrich Graf von Helldorff - 1944–1945: Kurt Göhrum - 1945–1948: Paul Markgraf |

#### Berlín dividit: 1948–1990
| West Berlin: - 1948–1962: Johannes Stumm - 1962–1967: Erich Duensing - 1968: Georg Moch - 1969–1987: Klaus Hübner - 1987–1990: Georg Schertz | East Berlin: - 1948–1949: Paul Markgraf - 1950–1953: Waldemar Schmidt - 1953–1964: Fritz Eikemeier - 1964–1975: Horst Ende - 1975–1985: Werner Gröning - 1986–1990: Friedhelm Rausch - 1990: Dirk Bachmann |

#### Des del 1990
| - 1990–1992: Georg Schertz - 1992–2001: Hagen Saberschinsky - 2002–2011: Dieter Glietsch | - 2011–2012: Margarete Koppers - 2012–2018: Klaus Kandt - from 2018: Barbara Slowik |

## Organització

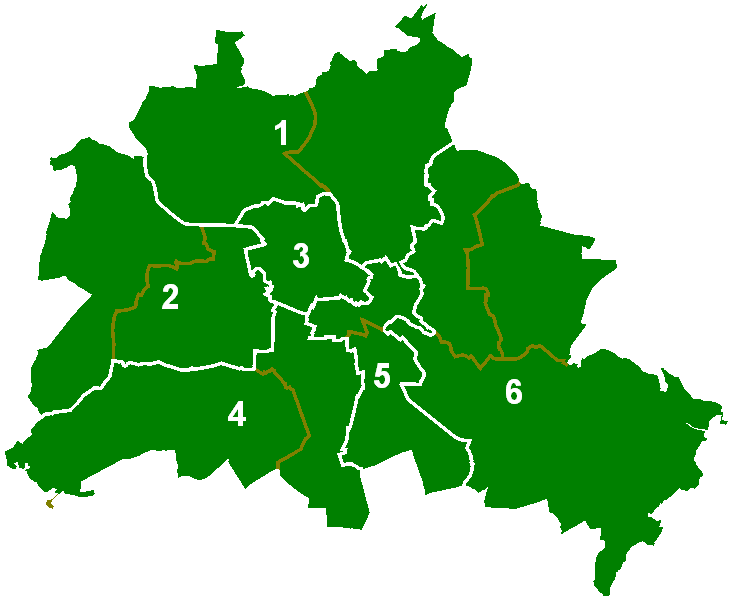
Les 6 direccions policials de Berlín

### Direccions
La policia de Berlín està dividida en 6 direccions locals (Direktion). Cada direcció local és responsable d'un o tres districtes berlinesos :
- Direcció 1: Reinickendorf, Pankow[4]
- Direcció 2: Spandau, Charlottenburg-Wilmersdorf[5]
- Direcció 3: Mitte[6]
- Direcció 4: Tempelhof-Schöneberg, Steglitz-Zehlendorf[7]
- Direcció 5: Friedrichshain-Kreuzberg, Neukölln[8]
- Direcció 6: Marzahn-Hellersdorf, Treptow-Köpenick, Lichtenberg[9]

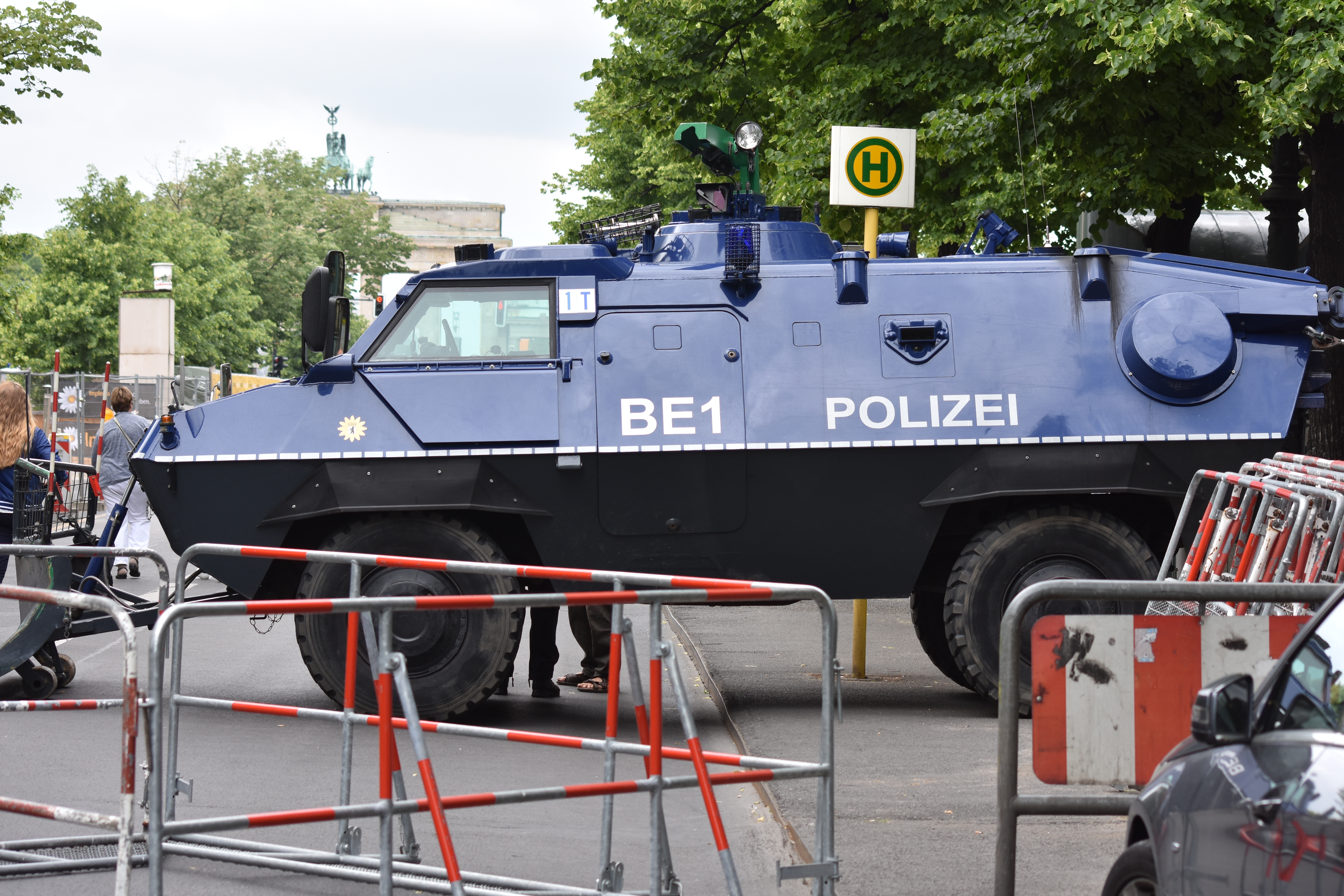
Vehicle blindat Sonderwagen BE1 de la policia de Berlín (2017).

Cada 'Direktion' tenia diversos Abschnitte (recintes, tots 38) on es troba el personal del cotxe patrulla (Schutzpolizei / Schupo). Altres departaments d'una 'Direktion' són (no tots enumerats):
- Referat Verbrechensbekämpfung: branca de detectius (Kriminalpolizei / Kripo) i 'plainclothes units' de Schupo.
- Referat Zentrale Aufgaben - serveis centrals: 
  - Verkehrsdienst - policia de trànsit
  - Diensthundführer - K9

### Força de treball

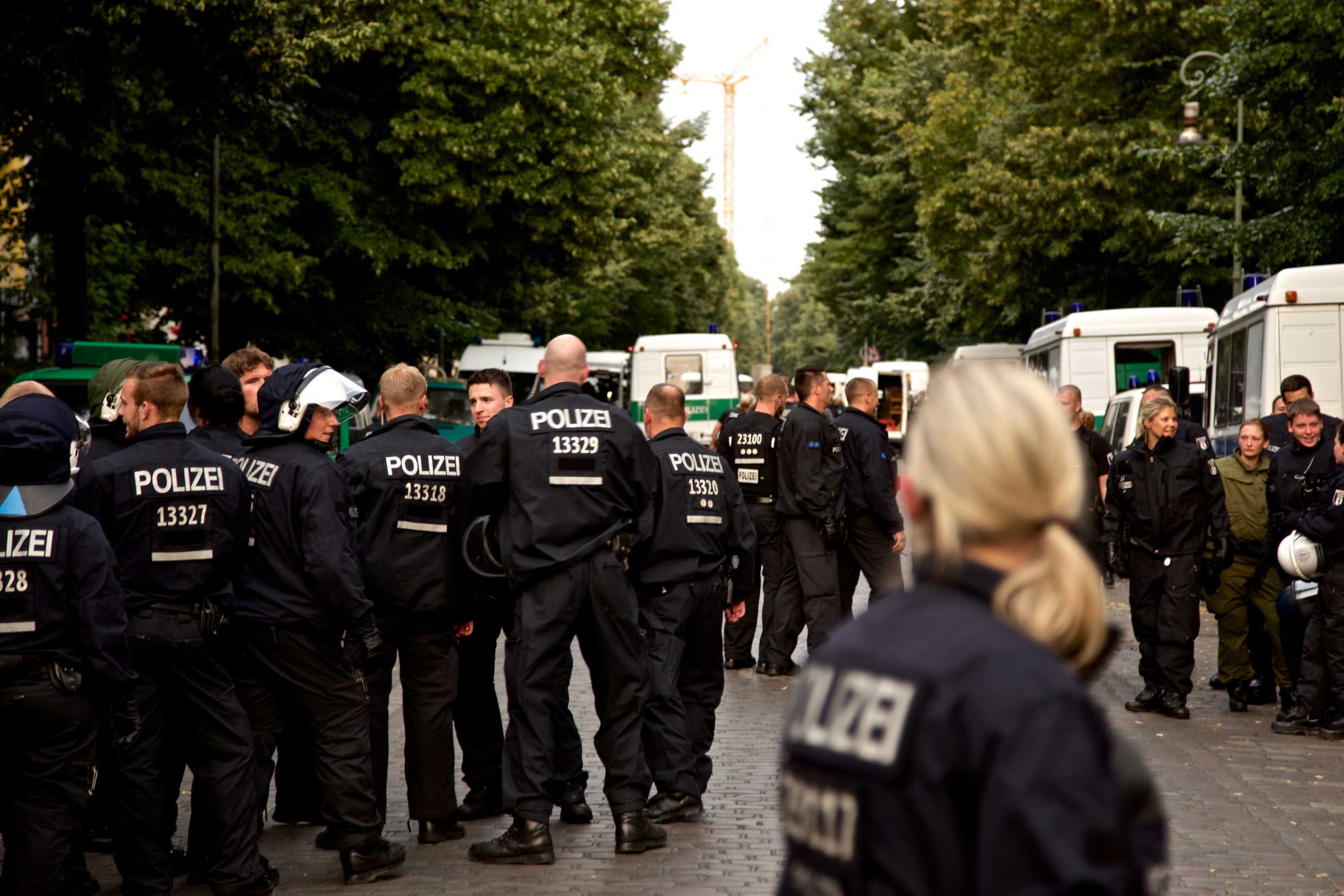
Policies i dones (2014)

- 17.041 agents de policia amb roba uniforme i uniforme (2017)
- 2.526 guàrdies de seguretat, agents de presons i personal d'altres zones relacionades amb l'aplicació de la llei (2017)
- 2.778 personal administratiu, incloent personal directiu i administratiu, personal tècnic i científics de diverses disciplines (2017)
- 2.808 aprenents (2017)
- 2.500 vehicles (2017)
- Pressupost anual de 1.545 milions de milions d'euros (2019)

### Unitats
- Landeskriminalamt (LKA):[10] La divisió d'investigacions penals és la responsable d'investigar els delictes més greus (tasques exclusives del LKA com ara delictes contra la constitució, crim organitzat, bandes juvenils o del crim per motivacions polítiques) i treballa estretament amb les sis direccions locals de policia. El LKA supervisa les operacions policials destinades a prevenir i investigar delictes penals i coordina les investigacions que impliquin més d'una Direcció policial.

Dedicat a la LKA:

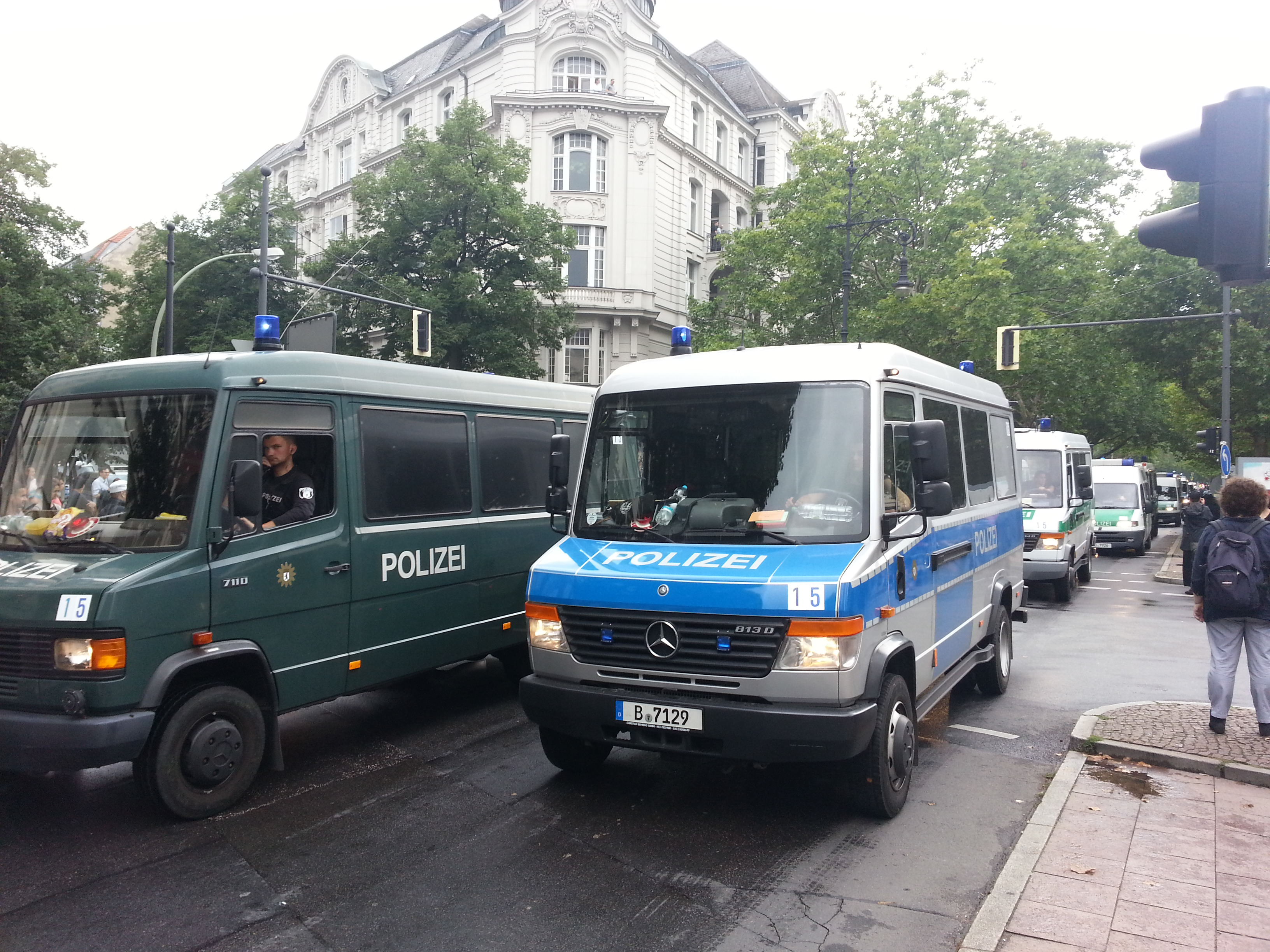
Un autobús policial blau-plata (2014)

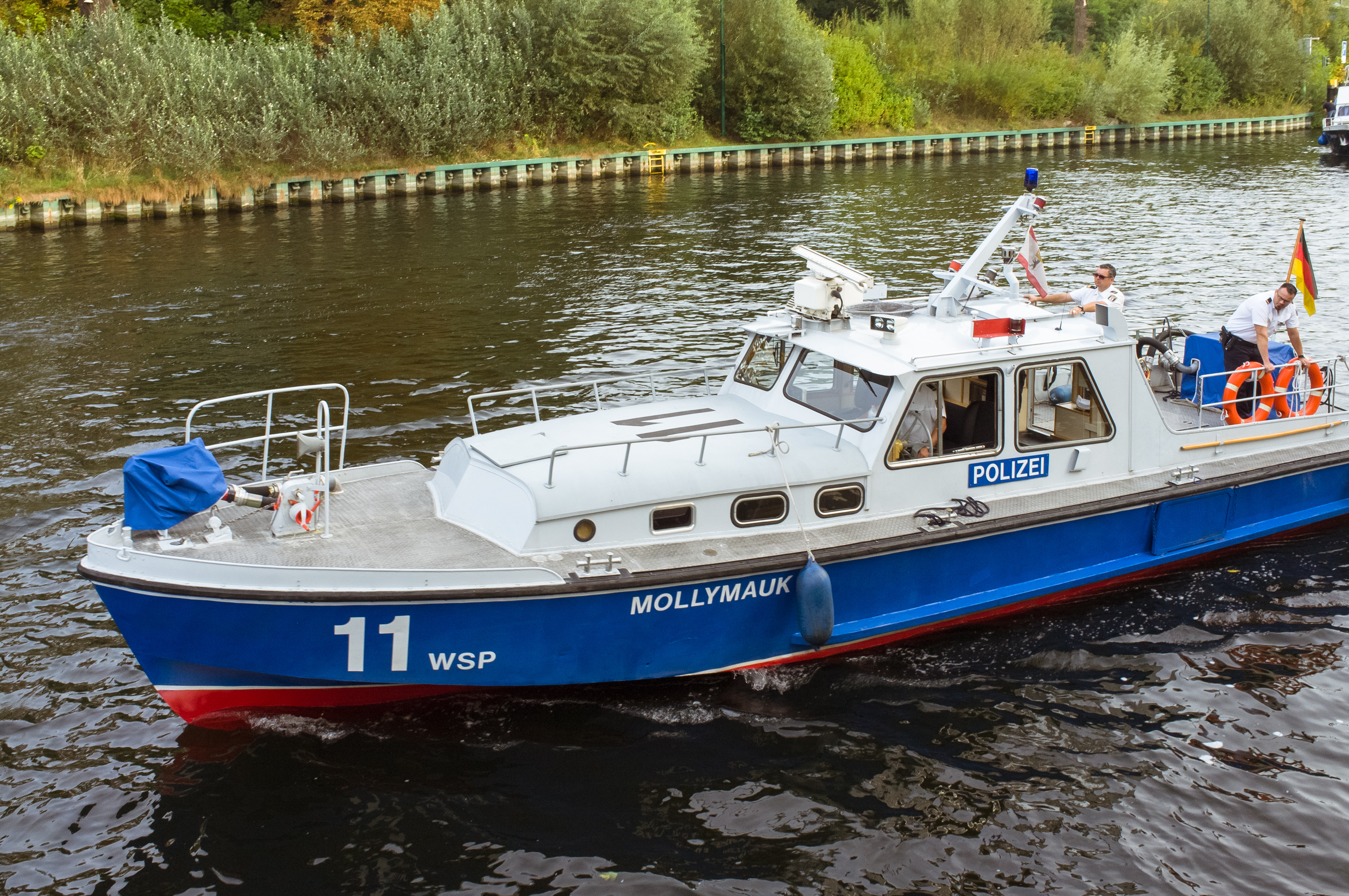
Un vaixell de la policia de Berlín (2014)

- Spezialeinsatzkommando (SEK) - Els equips SWAT de la policia estatal alemanya.
- Mobils Einsatzkommando (MEK): els MEK són equips del LKA amb tasques especials com les esmentades anteriorment i unitats especials de manhunt
- Personenschutzkommando - Unitat de seguretat personal, protegint els polítics i els personalitats importants
- Direktion Zentrale Aufgaben (Dir. ZA):[11]

La direcció central de les operacions té les següents branques:
- Bereitschaftspolizei (BePo) - Unitats uniformades (dos batallons, cadascun amb 4 companyies i una unitat d'enginyers) que proporcionen mà d'obra addicional per al Schupo, desastres naturals, esdeveniments esportius, control de trànsit o demostracions (antidisturbis / control de gent).
- Wasserschutzpolizei (WSP): la policia fluvial per a patrullar rius, llacs i ports.
- Zentraler Verkehrsdienst - La policia de trànsit amb molts departaments per (només exemples): escortes d'honor durant visites estatals, Autobahnpolizei (policia de l'autopista), traça de vehicles sense assegurança o conductors coneguts sense llicència, unitats especialitzades per al control de vehicles amb materials perillosos.,
- Diensthundführer - K9
- Polizeihubschrauberstaffel Berlin (PHuSt BE) - La policia de Berlín gestiona un helicòpter Eurocopter EC135 juntament amb el Bundespolizeipräsidium Berlin.
- Objektschutz / Gefangenenwesen - La policia de Berlín té una sucursal especial per a la vigilància dels edificis, especialment ambaixades o vigilància i transport dels presoners. Aquests oficials no jurats són empleats amb una autoritat policial limitada. Van armats i porten el mateix uniforme que els schupo, però insígnies de rang diferent.
- Zentrale Serviceeinheit (ZSE):[12] La unitat de servei central és responsable de tot el suport administratiu i logístic. L'educació general i la formació s'encarreguen a través de l'acadèmia de policia de Berlín.